# دويل الكسندر
دويل الكسندر (بالإنجليزية: Doyle Alexander)‏ هو لاعب كرة قاعدة أمريكي، ولد في 4 سبتمبر 1950 في كوردوفا في الولايات المتحدة.

## وصلات خارجية
- دويل الكسندر على موقعبيزبول رفرنس.كوم (الدوري الرئيسي) (الإنجليزية)
- دويل الكسندر على موقعبيزبول رفرنس.كوم (الدوري الثانوي) (الإنجليزية)
- دويل الكسندر على موقع مشجعي الرسوم البيانية (الإنجليزية)
- دويل الكسندر على موقع إن إن دي بي (الإنجليزية)